# Corinth (wieś)
Corinth – wieś w Stanach Zjednoczonych, w stanie Nowy Jork, w hrabstwie Saratoga.